# 以斯帖記
《以斯帖記》或譯《艾斯德爾傳》（希伯來語：מְגִלַּת אֶסְתֵּר），是《旧约圣经》中的一本书卷。大致內容是描述揀選以色列人作選民的這位神，在他們被擄到外邦列國中的期間，對他們成了隱藏的神，秘密的照顧他們，並在隱密後公開的拯救他們的神蹟的故事。

## 寫作背景
據稱以斯帖記中的各項事件發生在亞哈隨魯王（薛西斯一世）統治的18年期間，當時波斯王朝國勢正如日方中。亞哈隨魯王統治的這段時期一直伸展到公元前475年左右，這個日期是由希臘、波斯及巴比倫提供的證據所透露的。末底改是記載中的見證人和主角，很可能也是這本書的執筆者。書中的描述精細入微，這顯示當這一切事在書珊的王宮中發生時，執筆者曾親歷其境。 雖然末底改這個人物從沒有在其他聖經書中出現過，但無疑他是個真實的歷史人物。有趣的一點是，有一塊沒有注明日期的楔形文字泥版被人發現。德國的安納德指出其中提及薛西斯一世在位期間有一位在書撒（書珊、穌撒）城任職的大官末底改。 可见，末底改在事情發生後，約公元前475年，隨即在書珊（穌撒）城裏寫成以斯帖記的記載。
本書介紹了普珥節的由來及猶太人守節期的責任。事件發生於亞哈隨魯王（基督教會認為他是大流士王之繼承人，但大流士王之繼承人是薛西斯一世，公元前486–前465在位，而兩者之間並無證據證實是同一人）時代，波斯大臣哈曼因與猶太人末底改結怨，遂起消滅猶太民族之心。在這危急關頭，皇后以斯帖施行拯救；最後，哈曼自食其果，大批企圖趁機攻擊猶太人的種族歧視者反被犹太人屠杀，末底改則被擢升為宰相。於是末底改与以斯帖把他們脫離仇敵之日立為“普珥節”，並通令各地猶太人遵守。直到現在，當猶太人慶祝普珥節時，都會在當日黃昏及次日早上朗讀全卷書一次。

## 特色和争议

### 精确的记述
從此書本身的記載可以看出它的精確程度。書中仔細記錄各大臣、侍從的名字官銜，甚至列出哈曼十個兒子的名字。這本書把末底改和以斯帖的家系追溯到便雅憫支派的基士。（《以斯帖記》第2章第5节至第7节参）書中的記載也曾參照波斯宮廷的文獻記錄。此書所採用的語文屬於後期的希伯來文，其中加插了許多波斯文及阿拉姆文的詞句，文章的風格則跟歷代志、以斯拉記及尼希米記大同小異，從而證明這些寫作的確是在那個時期完成的。

### 行文风格
作者對整個故事的描述條理清晰，生動有趣。人物的個性雖然無刻意描繪，但從他們的一舉一動即可窺見。作者注重整件事的佈局，喜用譏諷手法，使情節的發展往往出人意表：如哈曼為末底改制造木架卻成了自己的刑具；“十三”本為亞哈所擇的吉日，卻成為他兒子被殺的日子等。在修辭方面，作者用押韻、諧音、平行、對稱、誇張等手法使整卷書極富文學氣味。

### 争议
猶太人一向稱本书為“麥基拉”（Meghil·lah′），意即“書卷”。看來是以斯拉把這本書收錄在希伯來文正典之內的。此書若是虚構，他就必然將其摒棄了。時至今日，猶太人仍然守普珥節或掣籤節以紀念先人在以斯帖的日子所經歷的拯救。此書以生動的方式介紹波斯人的各種風俗習慣，與已知的歷史事實及考古發現一致。例如，以斯帖記正確無誤地描述波斯人尊榮别人的方式。（《以斯帖記》第6章第8节参）考古學的出土文物顯示以斯帖記甚至在描述王宮微小的細節時也正確。（《以斯帖記》第5章第1节至第2节参）
由於以斯帖記是死海古卷中唯一没有记录的旧约章节，所以其真实性受到質疑。在19世紀末到20世紀初，疑經派學者就曾透過比較以斯帖記與當時解讀不久的阿卡底王國文獻，認為以斯帖其實就是巴比倫帝國所信奉的女神阿斯塔蒂（聖經譯作阿斯她祿）的化身。雖然後來出土的烏加利特文獻否定了這種說法，但對於以斯帖記的正典地位的質疑到現在還存在。

## 本書大纲
以斯帖記在不同的版本有不同的長度：最普遍的版本只有十章；而天主教的版本除了這十章以外，還有六個補錄，次序如下：
| - 補錄甲 - 第一章 - 第二章 - 第三章 - 補錄乙 - 第四章 - 補錄丙 - 補錄丁 | - 第五章 - 第六章 - 第七章 - 第八章 - 補錄戊 - 第九章 - 第十章 - 補錄己 |

補錄的內容與章節並不一定有對應關係，例如：常年期第27主日採用的進堂詠取自本書的第13章第9-11節，其實對應著補錄丙的第2-3節。
頭十章的大綱如下：
1. 亞哈隨魯王廢王后瓦實提（《以斯帖記》第1章第1节至第22节参）
2. 選立以斯帖為新王后（《以斯帖記》第2章第1节至第18节参）
3. 末底改立功（《以斯帖記》第2章第19节至第23节参）
4. 哈曼的陰謀（《以斯帖記》第3章第1节至第15节参）
5. 末底改向以斯帖求救（《以斯帖記》第4章第1节至第17节参）
6. 以斯帖見王的經過（《以斯帖記》第5章第1节至第14节参）
7. 末底改得王的賞賜（《以斯帖記》第6章第1节至第14节参）
8. 哈曼的下場（《以斯帖記》第7章第1节至第10节参）
9. 廢除哈曼的陰謀（《以斯帖記》第8章第1节参–《以斯帖記》第9章第19节参）
10. 末底改被王擢升（《以斯帖記》第9章第20节参–《以斯帖記》第10章第3节参）

## 主要内容

### 王后瓦實提被廢
（覆盖《以斯帖記》第1章第1节至第22节参）。時為亞哈隨魯王在位第三年。他大宴群臣180天，向他們展示自己王國的財富和威榮。王也為住在書珊城的百姓設擺筵席七日。與此同時，王后瓦實提也為婦女設擺筵席。國王藉此向群臣展耀自己的財富威榮，並在飲酒歡暢之餘派人請瓦實提出來，好讓眾民和各首領貴胄一睹她的天姿國色。但王后瓦實提竟然拒絶露面。王的謀臣表示王后不服從的壞榜樣會使國王身為一國之君的尊嚴大受貶損，遂建議王把王后瓦實提廢掉，並下詔通令全國，所有婦人“無論丈夫貴賤都必尊敬他”，並讓丈夫“在家中作主”。（《以斯帖記》第1章第20节参，《以斯帖記》第1章第22节参）

### 以斯帖被册封為王后
（覆盖《以斯帖記》第2章第1节至第23节参）後來，國王差遣使臣遍訪全國127個行省，招選最美貌的處女到書珊城，經過一番美容工夫之後才帶入宮中覲見王上。以斯帖也被選中入宮。以斯帖是個猶太孤兒，容貌俊美，由在書珊當官的堂兄末底改把她撫養成人。（《以斯帖記》第2章第7节参）以斯帖的猶太名字是哈大沙，意思是“香桃木”。掌管女子的總監希該喜悦以斯帖而特别恩待她。當時沒有人曉得她是猶太人，因為末底改曾吩咐她保守秘密。這些青年女子依次逐一入宮謁見王上。結果他選立了以斯帖為新后，並且大排筵席以示慶祝。稍後，末底改識破了一宗行弑國王的陰謀，遂讓以斯帖“奉末底改的名”稟告王上。（《以斯帖記》第2章第22节参）陰謀敗露後，謀反者被掛在木頭上，這件事亦被記在王室的史册上。

### 哈曼的陰謀
（覆盖《以斯帖記》第3章第1节参-《以斯帖記》第5章第14节参）如是者四年過去了。哈曼──看來是被撒母耳所殺的亞瑪力王亞甲的後人──成為國中的宰相。國王把他擢升，吩咐朝門的一切臣僕都必須向哈曼跪拜。這意味到末底改也需要遵命而行。但末底改卻拒絶下拜，並告訴王的侍從他是個猶太人。哈曼怒氣難平。後來他獲悉末底改是猶太人，遂視此為一舉鏟除末底改和所有猶太人的大好機會。哈曼搖籤（普珥）以擇定良辰吉日把猶太人徹底鏟除。哈曼利用王對他的寵信誣告猶太人行事不法，並請求王下旨通告全國，要把他們悉數剪除。哈曼答應捐出1萬他連得銀子以資助這項屠殺行動。國王答允所請，於是下了諭旨，用王的戒指蓋印，然後將諭旨傳送到全國各地去，把亞達月13日定為滅絶猶太人的日子。
末底改和所有猶太人獲悉這件事後都披麻蒙灰，痛哭流淚。各處的猶太人“大大悲哀，禁食哭泣哀號”。（《以斯帖記》第4章第3节参）末底改把猶太人的危機告訴以斯帖，但她起初有點猶豫不敢出面説項，因為任何人若不蒙召便擅入內院見王就必被治死。然而，末底改對耶和華的拯救能力深具信心。他指出以斯帖若閉口不言，就必致滅亡，但“猶大人必從别處得解脱，蒙拯救。”再者，以斯帖得了王后的位分焉知不是“為現今的機會嗎？”（《以斯帖記》第4章第14节参）以斯帖看出事關重大，遂同意冒死一試；所有在書珊的猶太人都與她一同禁食三晝夜。
後來，以斯帖穿上朝服，謁見王上。王喜悦她，便向她伸出手中的金杖去保全她的性命。她於是邀請王和哈曼赴筵。王在席上問以斯帖有什麼請求，並表示即使“是國的一半”，也必賜給她。她於是邀請二人翌日再次赴筵。（《以斯帖記》第5章第6节参）哈曼沾沾自喜。但他出來時見到末底改坐在朝門口。末底改再次拒絶向哈曼下拜，連身也不動。哈曼怒火中燒。他的妻子和朋友建議他立一個50肘尺高的木架，然後求王把末底改掛在其上。哈曼隨即命人造了木架。

### 扭轉形勢
（覆盖《以斯帖記》第6章第1节参-《以斯帖記》第7章第10节参）那天晚上王睡不着覺，就吩咐人把史册取來念給他聽。他發覺末底改曾救駕有功，卻沒有得着賞賜。後來王問站在院子裏的是誰。那人就是哈曼，他進宮是為了取得王的諭旨把末底改處死。王問他應如何對待王所喜悦尊榮的人。哈曼以為王所指的是他自己，遂道出一項隆重的尊榮儀式。可是王卻吩咐他説：“照你所説的，向⋯⋯猶大人末底改去行”！（《以斯帖記》第6章第10节参）哈曼不敢違抗王命，只好將朝服給末底改穿上，使他騎上御馬，走遍城裏的街市，在他面前説出尊榮他的話。哈曼滿懷羞辱地急忙回家。他的妻子、朋友都無法予他安慰。哈曼注定滅亡了！
後來王帶着哈曼赴以斯帖的筵席。席間王后聲稱自己和自己的本族已被賣而將被剪除。誰敢擅設這個惡謀呢？以斯帖説：“仇人敵人就是這惡人哈曼！”（《以斯帖記》第7章第6节参）王勃然大怒，起來離開酒席往御花園去。這時只有哈曼與王后獨處，他於是求王后開恩。王回來時看見哈曼伏在王后榻前，更怒不可遏。王於是下令把哈曼掛在他為末底改所預備的木架上！

### 末底改擢升高位，猶太人獲得拯救
（覆盖《以斯帖記》第8章第1节参-《以斯帖記》第10章第3节参）。國王把哈曼的家産全賜給以斯帖。以斯帖告訴亞哈隨魯她跟末底改的親屬關係，王便脱下自己的御用圖章戒指，給了末底改，並把他擢升到哈曼從前所居的高位。以斯帖再次冒着生命危險俯伏在王前，求他廢除滅絶猶太人的諭旨。然而，“波斯和米底亞人的例”是永不更改的！（《以斯帖記》第1章第19节参）王遂授權給以斯帖和末底改奉王的名頒發新的諭旨，並用王的戒指蓋印。這項諭旨像先前的諭旨一樣用快馬驛卒傳到各處，准許各地的猶太人在哈曼的法令生效的同一天「聚集起來，保護性命，除滅殺戮在各省企圖攻擊猶太人的一切仇敵和他們的妻子兒女，並奪取他們的財物。」（《以斯帖記》第8章第11节参）
在所定的日期，即亞達月13日，無人能敵擋猶太人。王批准以斯帖所求，書珊的械鬥延續至第二天──14日。結果在全國被殺的猶太人仇敵共達75,000人。此外，書珊城另有810人被殺，其中包括哈曼的十個兒子。他們在第一天被殺，第二天被掛在木架上。猶太人並沒有下手奪取財物。亞達月15日，猶太人安息並設筵歡樂。後來末底改寫信給猶太人，吩咐他們在每年的亞達月14、15日都要守普珥節，就是掣籤節。直到今日，猶太人仍守這節。（《以斯帖記》第9章第24节参）末底改在國中聲名顯赫，他利用自己僅次於亞哈隨魯王的高位“為本族的人求好處，向他們説和平的話”。（《以斯帖記》第10章第3节参）

### 閱讀聖經
- 以斯帖（页面存档备份，存于）
- 以斯帖（页面存档备份，存于）